# 喬丹·馬斯特森
喬丹·馬斯特森（英語：Jordan Masterson，1986年4月9日—）是美國的一位演員。
他最著名的作品是在2005年電影《40歲老處男》中的Mark角色。他最近則在情景喜劇《最後的男人》中飾演Ryan Vogelson角色。

## 生平
馬斯特森出生於美國佛罗里达州达尼丁，父母為澳洲NRL橄欖球員Joe Reaiche及亦是馬斯特森的經理Carol。馬斯特森有兩名同母異父的兄長丹尼·馬斯特森及克里斯托弗·馬斯特森，和一名妹妹Alanna，四人都是演員。

### 私人生活
和母親Carol、同母異父兄長達尼及克里斯托弗、與胞妹Alanna一樣，五人都是山達基教教徒。喬丹及Alanna亦因此與父親不和。

## 演出作品
- 《40歲老處男》
- 《最後的男人》